# Jutta Balk
Jutta Balk (9 de juliol de 1902, Riga, Letònia - 9 d'agost de 1987, Magdeburg) va ser una pintora, creadora de titelles, escriptora i traductora alemanya d'origen letó, cofundadora del Teatre de titelles de Magdeburg.
Balk va estudiar pintura i història de l'art a la seva ciutat natal i durant un temps va dedicar-se a la pintura. Després va dedicar-se al disseny de joguines de bany en una fàbrica d'esponges. L'any 1941 va establir-se a Magdeburg amb el seu marit i en aquella ciutat va aprendre a construir titelles en una universitat popular amb el titellaire Xaver Schichtl. Llavors va començar a treballar com a creadora de titelles autònoma i va desenvolupar un material modelable i resistent per a la creació de caps de titelles.
Després del bombardeig de Magdeburg del 16 de gener de 1945, que va fer moltes destrosses a la ciutat, va construir una marioneta que ha estat considerada l'obra seva més bella: la dona de dol de Magdeburg. I des d'una finestra de casa seva feia anar les titelles perquè les veiés la mainada des del carrer i oblidessin per una estona que estaven vivint una guerra.
L'any 1958, juntament amb Gustav Möller, que era professor en una escola de la ciutat, va fundar el Teatre Municipal de Titelles de Magdeburg, que segueix funcionant. La primera producció del Teatre de Titelles va ser El gat amb botes. Fins a l'any 1967 Balk va estar activa al teatre i va continuar sent-ne membre honorària després de retirar-se.
També va treballar com traductora i va traduir entre d'altres l'obra de referència Mein Beruf (La meva professió), de l'important titellaire soviètic Sergej Obraszow, del rus, i la novel·la Quartier ohne Nummer de Gunārs Cīrulis i Anatols Imermanis, del letó. L'any 1972 esdevingué membre honorària de la UNIMA.
La ciutat de Magdeburg va posar el nom de Jutta Balk a un carrer (Jutta-Balk-Straße) a prop del teatre de titelles, on es conserven la majoria de les que ella va construir. L'any 2011 l'Ajuntament de Magdeburg va restaurar la seva sepultura en el cementiri municipal, que el temps havia malmès i li van dedicar una «tomba d'honor», de la qual tindrà cura l'Ajuntament en el futur. El 8 de març de 2014, amb motiu del Dia Internacional de les Dones, l'Associació dels Verds de Magdeburg va retre homenatge a Jutta Balk amb una actuació artística en el carrer que duu el seu nom. en la qual van representar la seva figura amb una nina de mida natural. com una marioneta gegant i van fer un resum de la seva vida.